# Лушково
Лушково (пол. Łuszkowo, нім. Hohenangern) — село в Польщі, у гміні Кшивінь Косцянського повіту Великопольського воєводства.
Населення — 568 осіб (2011).
У 1975-1998 роках село належало до Лешненського воєводства.

## Демографія
Демографічна структура станом на 31 березня 2011 року:
|          | Загалом | Допрацездатний вік | Працездатний вік | Постпрацездатний вік |
| -------- | ------- | ------------------ | ---------------- | -------------------- |
| Чоловіки | 282     | 66                 | 194              | 22                   |
| Жінки    | 286     | 67                 | 156              | 63                   |
| Разом    | 568     | 133                | 350              | 85                   |